# The Merry Widower; or, The Rejuvenation of a Fossil
The Merry Widower; or, The Rejuvenation of a Fossil è un cortometraggio muto del 1908. Il nome del regista non viene riportato nei credit del film.

## Trama
Trama di Moving Picture World synopsis in (EN)  su IMDb

## Produzione
Il film fu prodotto dalla Vitagraph Company of America.

## Distribuzione
Distribuito dalla Vitagraph Company of America, il film - un cortometraggio di 107 metri - uscì nelle sale cinematografiche statunitensi il 22 agosto 1908.
Nelle proiezioni, veniva programmato con il sistema dello split reel, accorpato in un'unica bobina con un altro cortometraggio prodotto dalla Vitagraph, Just Plain Folks, the Story of a Simple Country Girl.